# سعد سرور
سعد سرور (عربی: سعد سرور مسعود سرور بني ياس؛ زادهٔ ۱۹ ژوئیهٔ ۱۹۹۰) یک بازیکن فوتبال اهل امارات متحده عربی است.
از باشگاه‌هایی که در آن بازی کرده‌است می‌توان به بنی یاس، الاهلی امارات، الوصل، و تیم ملی فوتبال امارات متحده عربی اشاره کرد.